# Шекинская крепость (XVII век)
Шекинская крепость — город-крепость, существовавший в XVII столетии.
По описанию Эвлии Челеби (знаменитый османский путешественник —  поездка была предпринята в начале осени 1646 г. и завершилась в конце лета 1648 г.): 
Эта крепость была построена в давние времена шавшадским царем Грузии Александром. Впоследствии она перешла в руки дагестанского бея, а позже была захвачена персами, но везир Мурад-хана III Лала Кара Мустафа-паша завоевал её и пожаловал сыну Леван-хана Эркилед-бею —. Далее, при восшествии на престол Мустафа-хана, она вновь была захвачена персами. Ныне это [отдельное] султанство. Оно имеет около тысячи воинов. Это прекрасная каменная крепость, воздвигнутая на холме в эйялете Ширван. Она имеет двое ворот — Гянджинские и Ширванские. Крепость расположена на дагестанской границе, но считается грузинской, так как её основал грузин. Она имеет три тысячи домов; семь соборных мечетей, из которых наиболее известны мечеть Мирза Али-бея, расположенная на рынке, а в крепости — мечеть Лагуш-оглу Ахмед-бея и мечеть Мурад-хана III. Есть также хан, баня, небольшой базар...